# HD 168443
HD 168443 – żółty karzeł (typ widmowy G5) o masie porównywalnej z naszym Słońcem. Gwiazda znajduje się w gwiazdozbiorze Węża, ok. 122 lata świetlne od Układu Słonecznego.
Gwiazda posiada ciekawy układ planetarny: jest okrążana przez jedną dużą planetę oraz brązowego karła.